# Беляков, Семён Васильевич
Семён Васильевич Беляков (14 февраля 1921 — 29 октября 2007) — советский футболист (полузащитник), хоккеист (защитник).
В футбол играл за «Локомотив» Москва — 8 игр в чемпионате СССР-1940, ЗиФ в Кубке Москвы (1941). С 1944 года — в «Крыльях Советов» Москва — 43 матча, 4 гола в чемпионате СССР (1945—1948). Выступал в классе «Б» за «Буревестник» Кишинёв (1950—1952), в КФК за «Буревестник» Москва (1953).
Играл за «Крылья Советов» в чемпионате СССР по хоккею (1947/48 — 1948/49).